# Zutulba namaqua
Zutulba namaqua là một loài bướm đêm thuộc họ Zygaenidae. Nó được tìm thấy ở Cộng hòa Dân chủ Congo, Namibia và Nam Phi.

## Phân loài
- Zutulba namaqua namaqua (Nam Phi)
- Zutulba namaqua zelleri (Wallengren, 1860) (Cộng hòa Dân chủ Congo, Namibia, Nam Phi)